# Nhóm ngôn ngữ German Biển Bắc
Nhóm ngôn ngữ German Biển Bắc còn được gọi là Ingvaeon, là một nhóm mặc nhiên công nhận của Chi ngôn ngữ German phía Tây khu vực phía Bắc, bao gồm tiếng Frisia cổ, tiếng Anh cổ và tiếng Saxon cổ và hậu duệ của chúng. 
Nhóm ngôn ngữ Ingvaeon được đặt theo tên của người Ingaevon, một nhóm văn hóa German Tây hoặc bộ lạc nguyên thủy dọc theo bờ Biển Bắc, được đề cập bởi cả Tacitus và Gaius Plinius Secundus (sau này chỉ các bộ lạc trong nhóm bao gồm Cimbri, Teutoni và Chauci). Nó không được coi là một ngôn ngữ nguyên thủy đơn nhất mà là một nhóm các phương ngữ liên quan chặt chẽ nhau, cùng nhau trải qua một số thay đổi mang tính khu vực tương đồng đồng thời.
Việc phân nhóm lần đầu tiên được đề xuất trong Nordgermanen und Alemannen (1942) bởi nhà ngôn ngữ học kiêm nhà triết học người Đức Friedrich Maurer như là một giải pháp thay thế cho cây phát sinh chủng loại nghiêm ngặt đã trở nên phổ biến sau công trình của nhà ngôn ngữ học thế kỷ 19 August Schle Rich và giả thuyết về sự tồn tại của nhóm ngôn ngữ Anh-Frisia. Các nhóm khác là Istvaeon bao gồm tiếng Hà Lan, tiếng Afrikaans và các ngôn ngữ liên quan; và Irminon bao gồm các ngôn ngữ Đức cao địa.